# Emil Müller (Politiker, 1897)
Emil Müller (* 31. Juli 1897 in St. Georgen im Schwarzwald; † 12. Mai 1958 in Niederbühl) war ein deutscher Grafiker und Politiker (SPD).

## Leben
Müller absolvierte eine Lehre als Emailschriftenmaler und besuchte für drei Jahre die Gewerbeschule. Von 1914 bis 1917 nahm er als Soldat am Ersten Weltkrieg teil, aus dem er nach dreimaliger Verwundung als Schwerbeschädigter heimkehrte. Im Anschluss arbeitete er in seinem erlernten Beruf, zuletzt als technischer Betriebsleiter in einem Emaillierwerk in Germersheim. 1928 bestand er die Prüfung als Emailschriftenmalermeister.
Politisch hatte Müller sich der SPD angeschlossen, für die er vor 1933 als Stadtverordneter in Germersheim und als Mitglied im Bezirkstag Pfalz tätig war. Bei der Reichstagswahl 1930 kandidierte er für den Reichstag, konnte aber kein Mandat erringen.
Müller emigrierte noch vor der Machtübernahme der Nationalsozialisten in den Elsass, wo er seine Tätigkeit als Schriftenmaler fortsetzte. In Frankreich unterstützte er als Mitglied der Section française de l’Internationale ouvrière (SFIO) politische Flüchtlinge aus dem Deutschen Reich und unterhielt daneben Kontakte zu Friedrich Wilhelm Wagner. Nach dem Ausbruch des Zweiten Weltkrieges wurde er als Auslandsdeutscher interniert, konnte aber nach der deutschen Besetzung Nordfrankreichs 1940 nach Südfrankreich fliehen.
Müller verbrachte die letzten Kriegsjahre in Straßburg. Er kehrte 1946 nach Deutschland zurück und arbeitete zunächst als grafischer Gestalter und Zeichner. Ab 1949 war er als Emailschriftenmalermeister bei der Dambach-Werke GmbH in Gaggenau tätig. 1952 war er maßgeblich an der Gestaltung des von Arno Peters publizierten Geschichtsatlas Synchronoptische Weltgeschichte beteiligt.
In der Nachkriegszeit engagierte sich Müller erneut politisch für die Sozialdemokraten. Bei der Landtagswahl 1956 wurde er über ein Zweitmandat des Wahlkreises 57 (Rastatt) in den Landtag von Baden-Württemberg gewählt, dem er bis zu seinem Tode angehörte. Für ihn rückte Bernhard Schroth ins Parlament nach.
Emil Müller war seit 1919 mit Marie, geb. Kiefer, verheiratet und hatte zwei Söhne.